# Confine tra Egitto e Striscia di Gaza
Il confine l'Egitto e la Striscia di Gaza ha una lunghezza di 12 km. Esiste una zona cuscinetto lungo il confine, chiamata Philadelphi Route, che si estende per circa 14 km.
Il valico di confine di Rafah è l'unico punto di passaggio tra l'Egitto e la Striscia di Gaza.

## Antefatti storici
Il 1º ottobre 1906, gli ottomani e i britannici concordarono un confine tra la Palestina governata dagli ottomani e l'Egitto governato dagli inglesi, che andava da Taba a Rafah. Sebbene dopo la prima guerra mondiale anche la Palestina fosse sotto il controllo britannico, il confine tra l'Egitto e la Palestina fu mantenuto per controllare il movimento dei beduini locali. Dal 1948, Gaza fu occupata dall'Egitto indipendente. Di conseguenza, il confine tra la Striscia di Gaza e l'Egitto vero e proprio era un mero confine amministrativo senza controlli di frontiera. Nella guerra dei sei giorni del 1967, Israele conquistò dall'Egitto sia la penisola del Sinai che la Striscia di Gaza e venne stabilito nuovamente un controllo nominale del confine.
Nel 1979, Israele ed Egitto firmarono un trattato di pace che restituì il Sinai, confinante con la Striscia di Gaza, al controllo egiziano. Come parte di quel trattato, una striscia di terra larga 100 metri, conosciuta come la Philadelphi Route, fu istituita come zona cuscinetto tra la Striscia di Gaza e l'Egitto. Nel trattato di pace, il confine ricreato tra Gaza ed Egitto venne tracciato attraverso la città di Rafah. Quando Israele si ritirò dal Sinai nel 1982, Rafah fu divisa in parti egiziane e palestinesi, dividendo anche le famiglie, separate dalle barriere di filo spinato.

## Buffer zone di Israele
In base al trattato di pace israelo-egiziano del 1979, la zona cuscinetto della Philadelphi Route era una striscia di terra larga 100 metri lungo il confine tra l'Egitto e Gaza. Fino al 2000, la zona cuscinetto effettiva era larga 20-40 metri con un muro di cemento alto 2,5-3 metri sormontato da filo spinato.
Durante la seconda intifada, iniziata nel 2000, Israele ha ampliato la zona cuscinetto di 200-300 metri e ha costruito un muro di barriera principalmente di lamiera ondulata, con tratti di cemento sormontati da filo spinato. La costruzione della zona cuscinetto ha richiesto la demolizione di interi blocchi di case all'ingresso principale della via centrale di Rafah.

### Espansione del 2001-2003

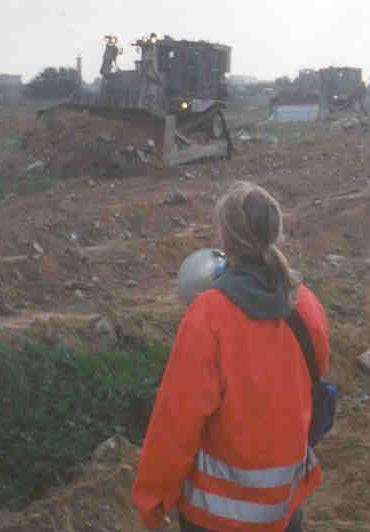
Demolizione di case palestinesi a Rafah, marzo 2003

Dal 2001, l'esercito israeliano ha demolito le case palestinesi a Rafah per creare la zona cuscinetto. Nel 2002, centinaia di case a Rafah sono state distrutte per ampliare la zona cuscinetto e per la costruzione di un muro di metallo alto otto metri e lungo 1,6 chilometri lungo il confine. Il muro si estendeva anche per due metri sottoterra ed è stato costruito a circa 80-90 metri dal confine, il che ha raddoppiato la larghezza del corridoio di pattuglia. Dopo il completamento del muro di metallo all'inizio del 2003, le demolizioni sono continuate e anche aumentate notevolmente.

### Espansione del 2004: l'operazione arcobaleno
Dopo la morte, avvenuta il 12 maggio 2004, di 5 soldati israeliani che operavano nella zona cuscinetto, il 13 maggio il governo israeliano ha approvato un piano per ampliare ulteriormente la zona cuscinetto. L'esercito israeliano ha raccomandato di demolire tutte le case entro 300 metri dalle sue posizioni, di circa 400 metri dal confine. Il piano ha suscitato forti critiche internazionali.
Il 14 maggio, una consistente forza dell'esercito israeliano è entrata nel "blocco brasiliano" di Rafah con pesanti combattimenti, come riportato dall'UNWRA, con 12 palestinesi uccisi e 52 feriti. Le forze israeliane hanno iniziato a demolire le case nel quartiere di Qishta distruggendone decine. Intorno alla mezzanotte dello stesso giorno, l'Alta Corte di giustizia israeliana ha emesso un'ordinanza provvisoria, per impedire all'esercito israeliano di demolire le case nel campo profughi, se non rientrava in "una regolare operazione militare". Tuttavia, la distruzione delle case è continuata fino al 15 maggio portando il numero di case distrutte a poco più di 100.
Il 16 maggio l'Alta Corte ha stabilito che l'esercito israeliano avrebbe potuto distruggere le case in base alle proprie esigenze. Il giorno successivo Israele ha avviato l'Operazione Arcobaleno.
Il 18 maggio, il governo israeliano ha dichiarato che il piano per ampliare una zona cuscinetto lungo il confine egiziano è stato annullato mentre lo stesso giorno l'esercito ha invaso massivamente Rafah continuando la sua distruzione su larga scala. Il 19 maggio 2004, il Consiglio di sicurezza delle Nazioni Unite ha condannato l'uccisione di civili palestinesi e la demolizione di case.
Tra il 1º aprile 2003 e il 30 aprile 2004, sono state demolite 106 case a Rafah.

### Espansione del 2005
Un piano dell'esercito per scavare un fossato lungo il confine è stato abbandonato nel 2005 poiché sarebbe stato probabilmente respinto dal procuratore generale israeliano, Menachem Mazuz, in quanto richiedeva la distruzione di altre 3.000 case a Rafah. L'esercito israeliano ha iniziato a costruire un muro di cemento alto 7-9 metri lungo il confine in una striscia di sicurezza larga 60-100 metri, dotato di sensori elettronici e barriere sotterranee di cemento.

## Buffer zone egiziana

### Muro d'acciaio egiziano del 2009
Nel dicembre 2009, l'Egitto ha iniziato con l'aiuto degli Stati Uniti, la costruzione di una barriera lungo il confine di Gaza, costituita da un muro di acciaio.

### Demolizione egiziana di case e del tunnel per il contrabbando nel 2013-2015

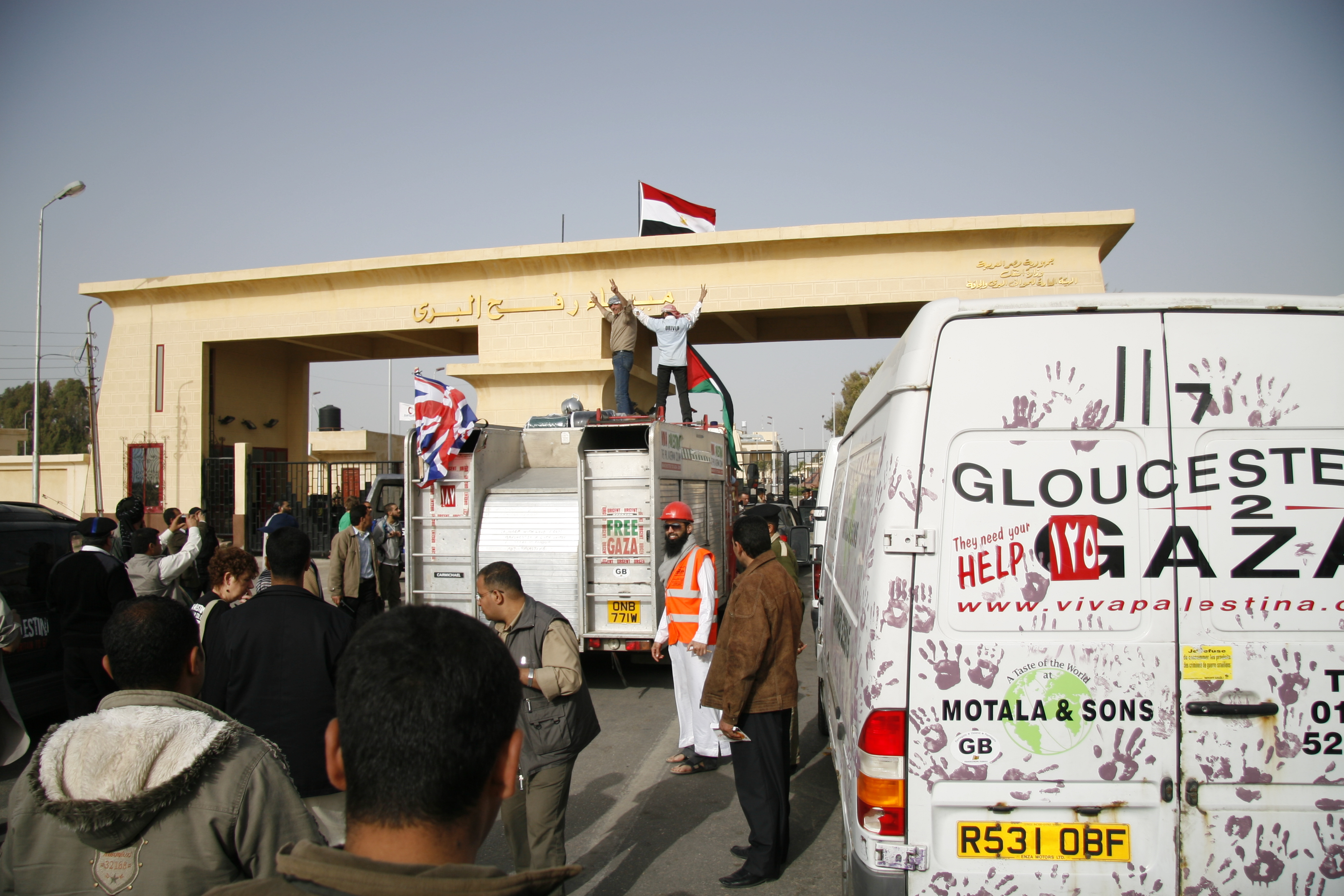
Salah al-Din Gate a Rafah

Nell'ottobre 2014 l'Egitto ha annunciato di voler espandere la zona cuscinetto tra Gaza e l'Egitto, a seguito di un attacco terroristico da Gaza che ha portato all'uccisione di 31 soldati egiziani. Secondo Human Rights Watch, le autorità egiziane hanno demolito tra luglio 2013 e agosto 2015 almeno 3.255 edifici residenziali, commerciali, amministrativi e comunitari lungo il confine, sgomberando con la forza migliaia di persone.

## Valico di frontiera di Rafah
Il valico di confine di Rafah è l'unico punto di passaggio tra l'Egitto e la Striscia di Gaza. Si trova sul confine internazionale che è stato confermato dal Trattato di pace tra Israele e Egitto del 1979 e dal ritiro israeliano del 1982 dalla penisola del Sinai. Il valico di confine di Rafah può essere utilizzato solo per il passaggio di persone. Tutto il traffico merci deve utilizzare il valico di frontiera di Kerem Shalom al confine tra Israele e Gaza.
L'attraversamento è stato gestito dall'Autorità aeroportuale israeliana fino al ritiro israeliano di Gaza l'11 settembre 2005 come parte del piano di disimpegno unilaterale di Israele. Successivamente è diventato compito della missione dell'Unione europea di assistenza alla frontiera di Rafah (EUBAM) monitorare l'attraversamento.